# Karangahake Gorge

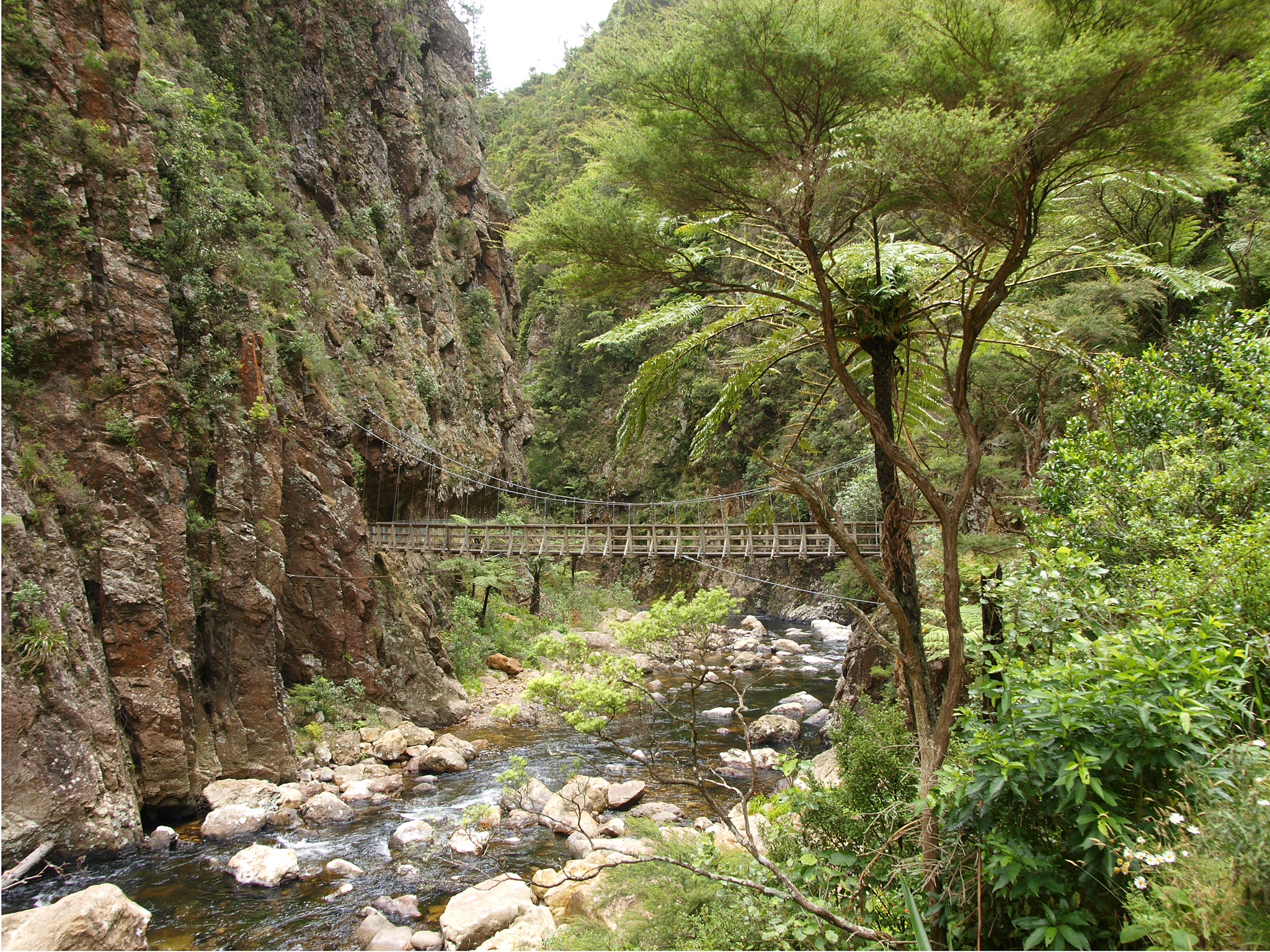
Waitewheta River mit Crown Tramway Bridge im Seitenarm des Karangahake Gorge

Die Karangahake Gorge (Karangahake-Schlucht) bildet die natürliche Trennung der Gebirgszüge Coromandel Range und Kaimai Range am südlichen Ende der Coromandel Peninsula auf der Nordinsel Neuseelands. 
Die teilweise enge und sehr windungsreiche Schlucht wurde durch den Ohinemuri River geformt, der durch Zuflüsse aus den beiden Gebirgszügen gespeist wird.
Karanga-hake in der Sprache der Māori bedeutet übertragen Alarmruf von der anderen Seite.
Der Begriff geht darauf zurück, dass die in der Schlucht lebenden Māori-Gruppen, die oft Angriffen durch andere Gruppen aus dem Osten ausgesetzt waren, Späher auf den Hügeln entlang des Flusses aufgestellt hatten, die mit einem hölzernen Gong ein Alarmsignal erzeugten, um die Menschen vor dem anrückenden Feind zu warnen.

## Lage und Verkehrsanbindung

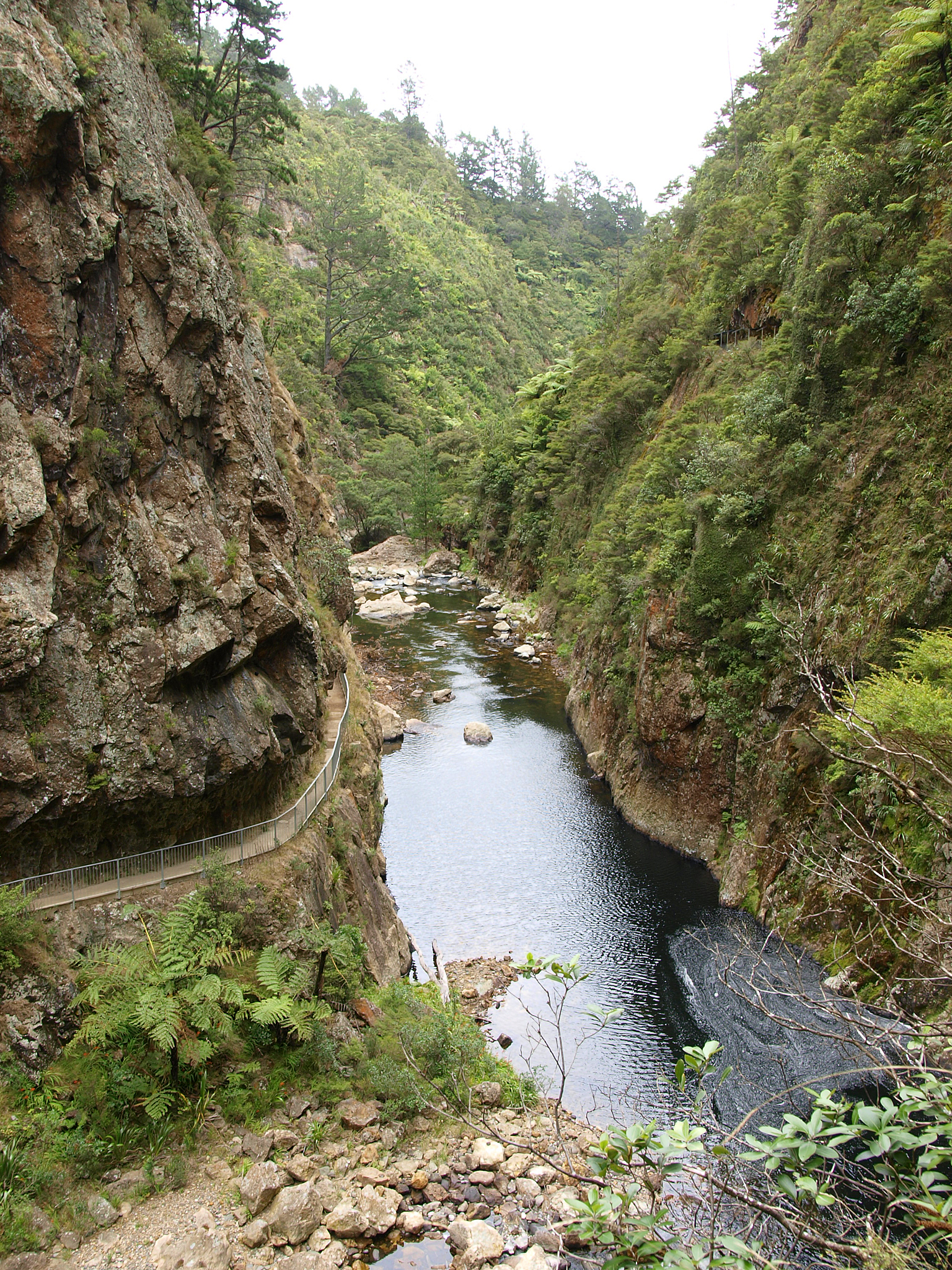
Crown Tramway Track entlang des Waitewheta River im Seitenarm des Karangahake Gorge

Die 21 Kilometer lange Karangahake Gorge ist die direkte Verbindung zwischen den Orten Paeroa und Waihi und wird durch den New Zealand State Highway 2 genutzt. 
Bis 1979 führte zwischen Paeroa und Tauranga die Trasse der East Coast Main Trunk Railway durch die Schlucht, bevor sie durch den Kaimai-Tunnel verkürzt wurde. Zwischen Waikino und Waihi wird eine Teilstrecke noch von der Goldfield Railway Inc. genutzt, der Abschnitt zwischen Paeroa und Waikino für den Karangahake Gorge Historic Walkway.

## Ohinemuri River
Der Ohinemuri River entspringt nahe dem Ufer der Bay of Plenty in den Ausläufern der Coromandel Range, fließt jedoch nicht in diese, sondern durch die mit steilen Wänden abfallende Karangahake Gorge. Nach etwa 25 Kilometer Flusslänge vereinigt sich der Ohinemuri-River bei Paeroa mit dem Waihou River, der nach weiteren 25 Kilometern in den Firth of Thames über geht.
Bedeutung der Namen:
- O-Hinemuri River der Māori bedeutet Das Wasser der Tränen von Hinemuri der jüngsten Tochter.

Legenden sagen, dass die Tränen von Hinemuri, der jüngsten Tochter des Häuptlings Te One-ki-te-akau, die von ihrem Vater nicht die Erlaubnis bekam zu heiraten, bevor ihre zwei älteren Schwester verheiratet wären, den Fluss formten und füllten.
- Wai-kino bedeutet Schädliches, gefährliches Wasser.

Die schmale Schlucht kann schnell zu einem rasenden Strom mit gewaltiger Zerstörungskraft werden und hat bereits vielen Menschenleben gefordert. Waikino ist der Name des Flussgeistes, der unterhalb des Wasserlochs nahe der gleichnamigen Siedlung leben soll.
Der Fluss hat ein Einzugsgebiet von 287 km². Bei Karangahake (Siedlung) gibt es eine Pegelmessstation. Der bisher höchste Wasserstand des Flusses seit Beginn der Messungen im Jahre 1956 wurde am 13. April 1981 mit 18,66 m, der niedrigste Wasserstand am 21. Februar 1995 mit 11,85 m gemessen.

## Karangahake Gorge Historic Walkway

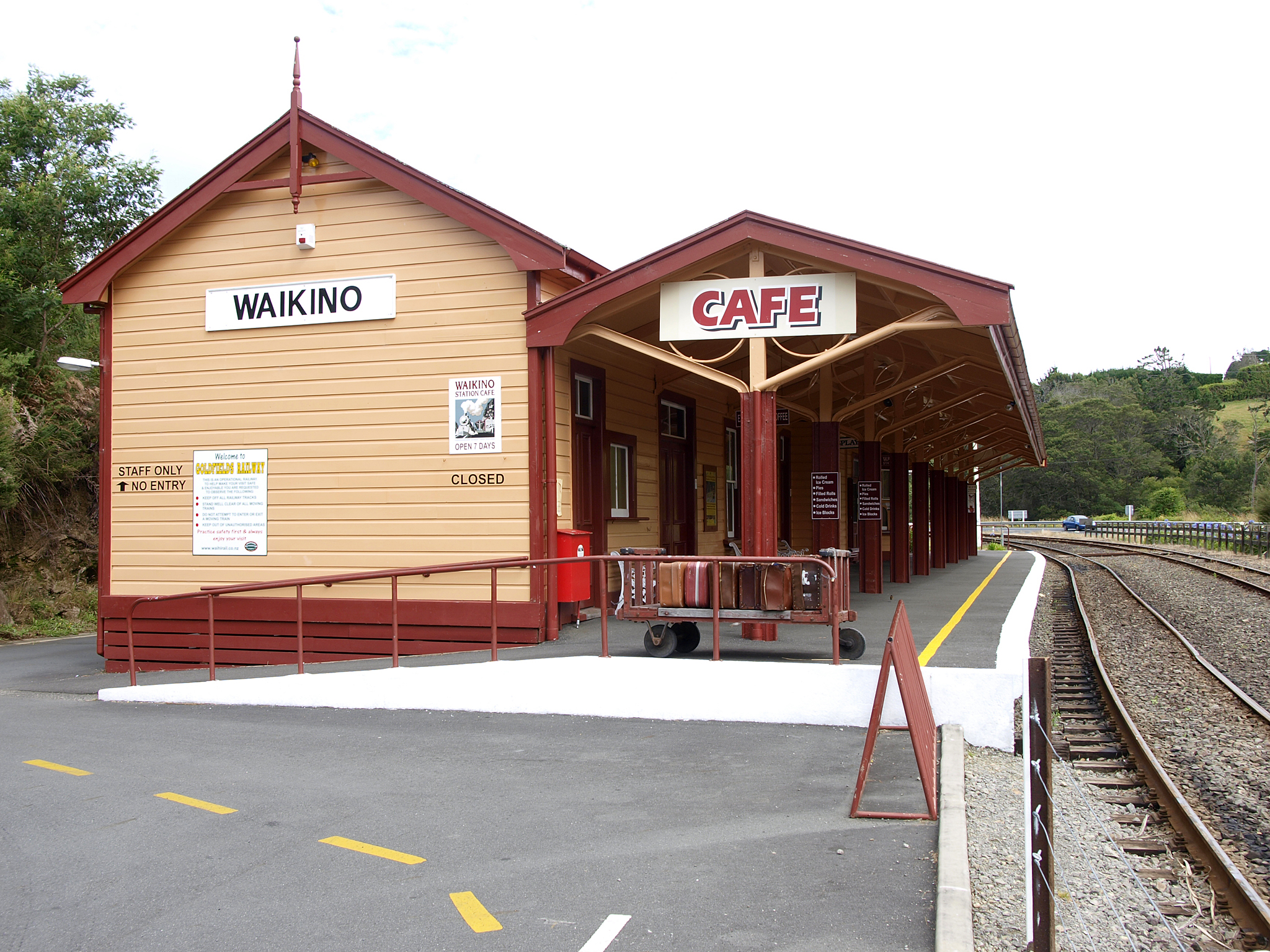
Waikino Railway Station

Der Karangahake Gorge Historic Walkway ist ein Wanderweg zwischen der Ortschaft Karangahake und Waikino und führt durch die Karangahake Gorge.
Nach der Einstellung der Eisenbahnlinie wurde das Gleis demontiert und der Bahndamm als Wanderweg nutzbar gemacht. Der rund 1100 Meter lange frühere Eisenbahntunnel ist jetzt beleuchtet und für Fußgänger als Bestandteil des Walkway begehbar.
Der Wanderweg führt an zahlreichen interessanten historischen Stätten vorbei, die besonders an die Zeit des Goldrausch im Zeitraum zwischen 1870 und 1950 in Neuseeland erinnern.
Mögliche Aktivitäten entlang des Karangahake Gorge Historic Walkway:
- Wandern und Klettern
- Mountainbike fahren
- interessante historische Plätze besichtigen
- Fischen
- Schwimmen
- Canoe und Wildwasserrafting
- Nutzung der zahlreichen Picknick-Areale
- Museumsbahn fahren
- Edelsteine suchen

Der Walkway wird durch das Department of Conservation unterhalten.
An drei Stellen besteht Zugang zum Walkway, an allen Stellen sind Pkw- und Campervan-Parkplätze vorhanden:
- in Karangahake (Siedlung) über den Ohinemuri River
- in der Nähe der Owharoa Wasserfälle
- am Waikino Bahnhof und Besucherzentrum

## Weitere Informationen
- Seite des DOC zum Karangahake Gorge Historic Walkway
- Touristische Tips zur Karangahake Gorge
- Paeroa
- Aktuelle Pegelstände des Ohinemuri-River